# Contatore (tipografia)
In tipografia, un contatore è l'area di una lettera che è interamente o parzialmente racchiusa da una lettera o da un simbolo (il controspaziale / il buco di). Le lettere contenenti contatori chiusi includono A, B, D, O, P, Q, R, a, b, d, e, g, o, p e q. Le lettere contenenti contatori aperti includono c, f, h, i, s, ecc. Le cifre 0, 4, 6, 8 e 9 possiedono anche un contatore. Un'apertura è l'apertura tra un contatore aperto e l'esterno della lettera.
La "g" minuscola ha due varianti tipografiche: la trama singola '' ha un contatore chiuso e un contatore aperto (e quindi un'apertura); la doppia trama '' ha due contatori chiusi.
La cifra 4 ha anche due varianti tipografiche: la variante chiusa '4.svg' '' ha un contatore chiuso, e un open-top (ad esempio scritto a mano) 'Four handwritten.svg' ha un contatore aperto.

## Aperture aperte e chiuse
Diversi stili di carattere hanno tendenze diverse per usare aperture aperte o più chiuse. Questa decisione progettuale è particolarmente importante per i caratteri sans-serif, che possono avere tratti molto larghi rendendo le aperture molto strette.
Tre caratteri sans-serif: Corbel con aperture aperte, Helvetica con aperture chiuse e Haettenschweiler anch'esso condensato. Notare come 8 e 9 in Haettenschweiler siano appena distinguibili.
I caratteri progettati per la leggibilità hanno spesso aperture molto aperte, mantenendo i tratti ampiamente separati l'uno dall'altro per ridurre l'ambiguità. Ciò può essere particolarmente importante in situazioni come i cartelli da vedere a distanza, i materiali destinati a essere visti da persone con problemi di vista o con caratteri piccoli, specialmente su carta di scarsa qualità. I caratteri con aperture aperte includono Lucida Grande, Trebuchet MS, Corbel e Droid Sans, tutti progettati per essere utilizzati su display a bassa risoluzione e Frutiger, FF Meta e altri progettati per uso di stampa. Questa tendenza progettuale è diventata sempre più comune con la diffusione di modelli umanistici sans-serif dagli anni '80 e '90 e l'uso di computer che richiedono nuovi caratteri leggibili sullo schermo.
(Tobias Frere-Jones)
I caratteri realistici o neo-grotteschi sans-serif come Helvetica usano diaframmi molto chiusi, chiudendo le punte dei colpi per renderli più vicini. Ciò conferisce a questi disegni un aspetto distintivo e compatto, ma può rendere difficili da distinguere le letterform simili. Forme di lettere chiuse su progetti realistici altamente condensati come Impact e Haettenschweiler rendono caratteri come 8 e 9 quasi indistinguibili in formati di stampa di piccole dimensioni. Il designer Nick Shinn ha suggerito che la causa di questa tendenza progettuale, simile ai caratteri serif di Didone del diciannovesimo secolo, potrebbe essere stata la volontà di distribuire la pressione della stampante sul tipo, riducendo l'usura.